# En Unión y Libertad
En Unión y Libertad (с исп. — «В союзе и свободе») — национальный девиз Аргентины. Принят в 1813 году во время войны Соединённых провинций Южной Америки с Испанской империей. Девиз размещён на государственном гербе страны, а также на монетах страны.
Смысл выражения состоит в том, что государство стремится к республиканским идеалам: единству нации, обеспечению равенства граждан перед законом, социальной ответственности.